# Bataille d'Orthez (1569)
Pour l’article homonyme, voir Bataille d'Orthez.

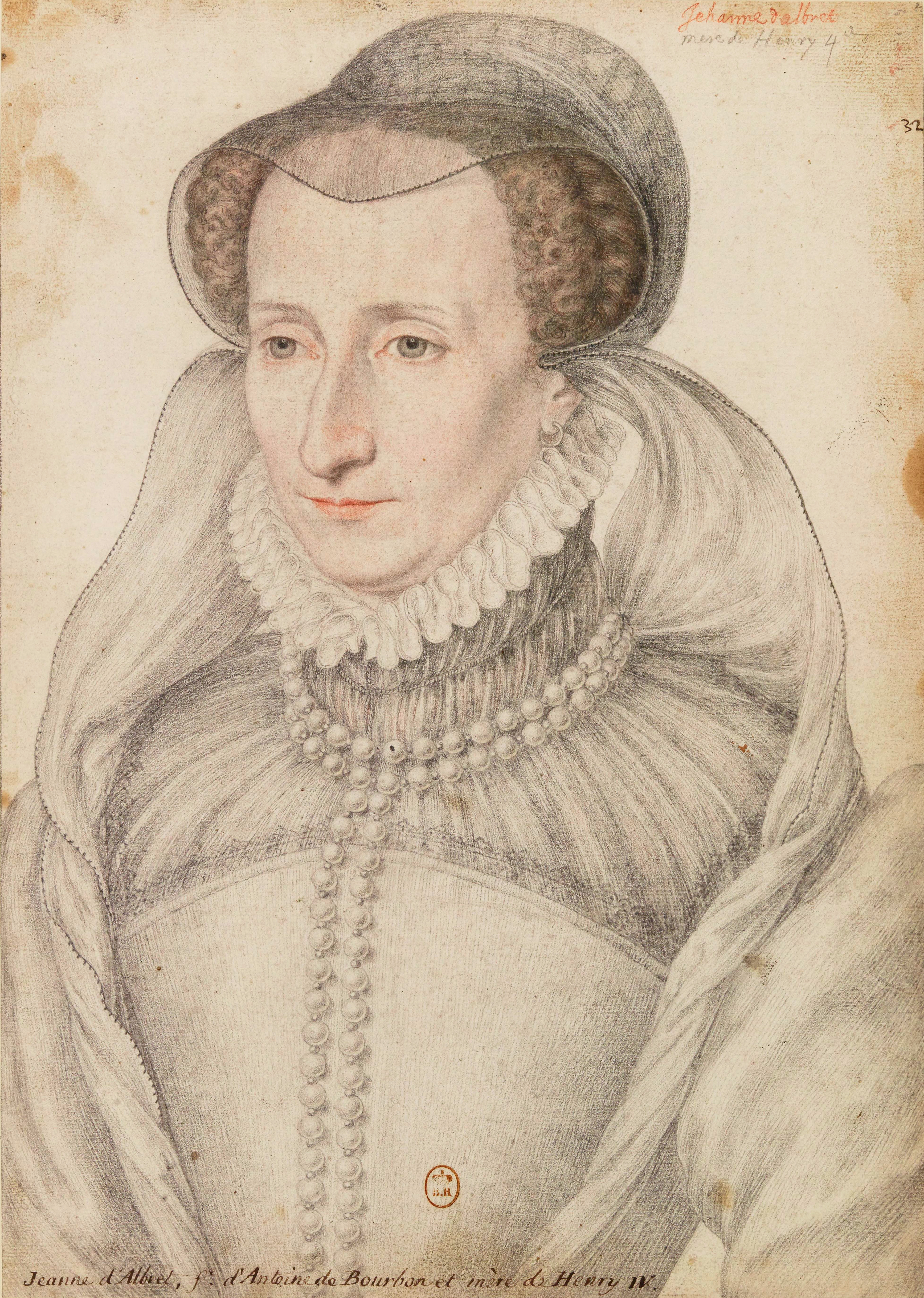
Jeanne d'Albret, reine de Navarre

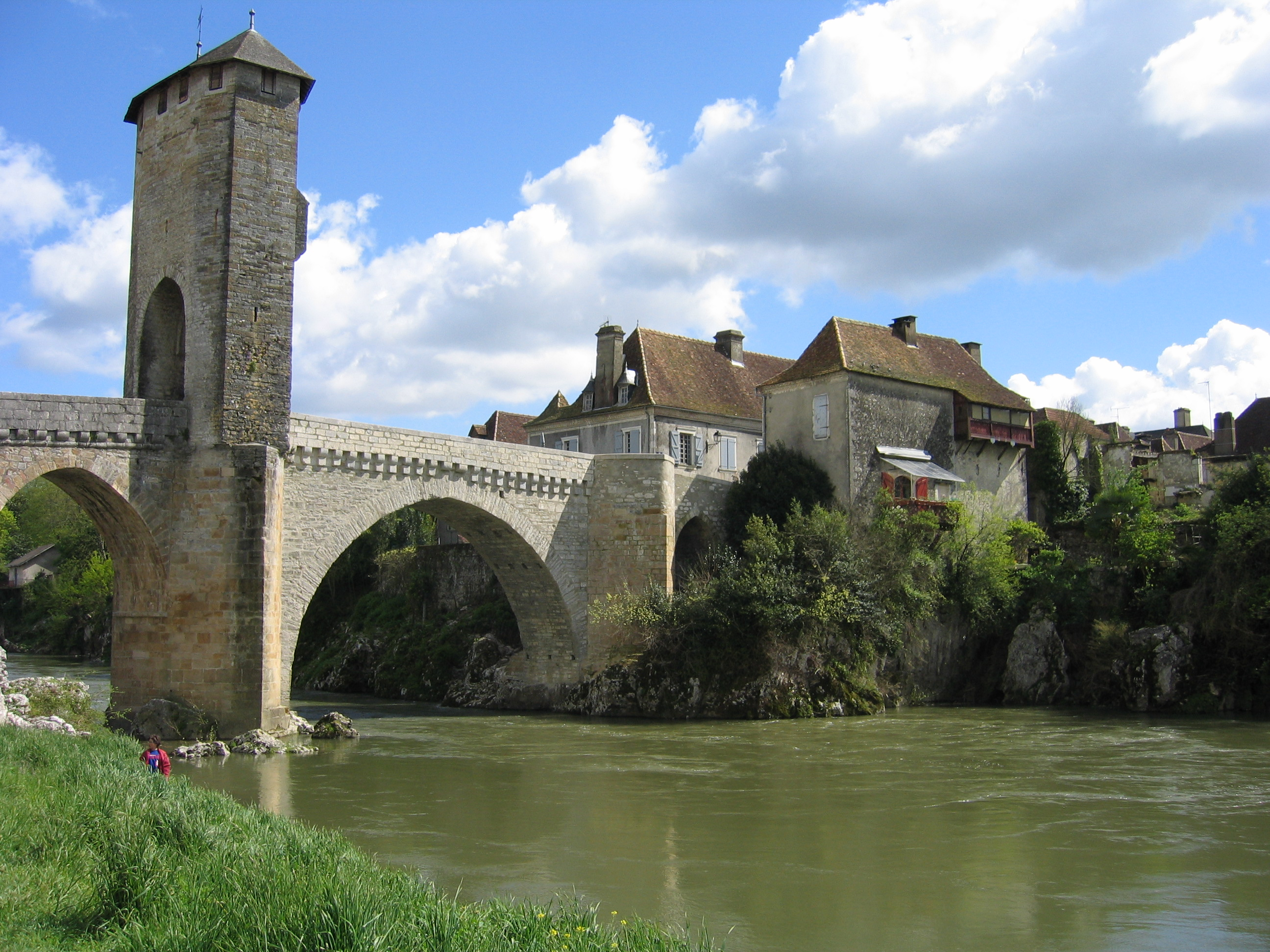
Le Pont-Vieux d'Orthez

La bataille d'Orthez du 24 août 1569, et la prise de la ville d'Orthez par les forces protestantes de Gabriel de Montgomery durant les guerres de religion qui opposaient les Catholiques aux Protestants et ensanglantaient la France.

## Contexte politique
Les forces protestantes de Gabriel de Montgomery quittèrent la ville de Castres le 27 juillet 1569 afin d'aller contrer l'expédition militaire du vicomte Terride, chef des armées catholiques et libérer leur reine, Jeanne d'Albret, assiégée dans le château de Navarrenx par Terride. Ils pillaient le long du chemin, en passant par le comté de Foix. Les troupes franchirent la Garonne et le Gave de Pau le 9 août. Ils arrivèrent au château de Navarrenx assiégé par les troupes catholiques du vicomte et baron de Terride. Ce dernier, chef de l’armée chargée par le roi Charles IX de France, de s’emparer du Béarn, décampa et se retira dans la ville d'Orthez. Montgomery et ses troupes rencontrèrent leur reine Jeanne d'Albret qu'ils avaient libérée de ce siège. Le 11 août, les troupes étaient à nouveau en mouvement et maintenant se dirigeaient vers la ville d'Orthez défendu par le vicomte de Terride. 

## Siège et prise d'Orthez
Le 15 août, Gabriel de Montgomery  organisa le siège implacable de la ville. Montgomery affaiblit ainsi Orthez. Le 24 août, les Huguenots donnèrent l'assaut à la ville. Montgomery mit la main sur quelques pièces de canons qu'il fit retourner sur le château de Moncade où s'étaient réfugiés le vicomte de Terride et ses hommes. Le frère de Terride, Sérignac, qui combattait dans les forces protestantes, averti son frère de se rendre afin d'éviter la mise à sac complète de la ville. Après quelques combats, Montgomery remporta cette bataille. Parmi les victimes catholiques ou protestantes, figuraient Terride ainsi que Bassillon, le gouverneur de Navarrenx, ainsi que les membres du clergé local et les gens d'Orthez. Une mort spéciale était promise aux membres du clergé, qui étaient précipités à partir des hauteurs du  Vieux Pont d'Orthez  dans le Gave de Pau. En outre, une partie du château de Moncade a été détruit ainsi que des églises de la ville et de nombreuses maisons.
Avant de poursuivre son expédition militaire vers la ville de Pau, Montgomery nomma Sérignac, gouverneur de Navarrenx à la place de Bassillon tué durant la bataille d'Orthez.